# Sciaroidea
Sciaroidea zijn een superfamilie uit de orde van de tweevleugeligen (Diptera), onderorde muggen (Nematocera).

## Taxonomie
De volgende families worden bij de superfamilie ingedeeld:
- Bolitophilidae
- Cecidomyiidae - Galmuggen
- Diadocidiidae
- Ditomyiidae
- Keroplatidae
- Lygistorrhinidae
- Mycetophilidae - Paddenstoelmuggen
- † Paraxymyiidae
- Rangomaramidae[1]
- Sciaridae - Rouwmuggen